# Argentina en los Juegos Paralímpicos de Tokio 1964
La participación de Argentina en los Juegos Paralímpicos de Tokio 1964 fue la segunda actuación paralímpica de los deportistas argentinos, en la también segunda edición de los Juegos Paralímpicos. La delegación argentina se presentó en 5 deportes, con 26 deportistas, de los cuales 21 eran varones y 5 eran mujeres.
El equipo paralímpico obtuvo 6 medallas de oro, 15 de plata y 16 una de bronce, alcanzando un total de 37 medallas paralímpicas, la mayor cantidad de su historia. Argentina ocupó la 8ª posición en el medallero general, sobre 20 países participantes, siendo el único país latinoamericano y el único también de habla hispana. 
Se destacaron entre los deportistas más premiados de los Juegos Jorge Diz con 7 medallas y Silvia Cochetti con 5 inco medallas (3 oro), siendo la quinta atleta femenina más premiada de los juegos. Juan Sznitowski y Susana Olarte obtuvieron cada uno cuatro medallas. La delegación argentina obtuvo medallas en natación, atletismo, halterofilia, tenis de mesa y básquetbol. Los varones obtuvieron 19 medallas (2 de oro) y las mujeres 18 medallas (4 de oro).

## Medallero
| Medalla           | Nombre                                                       | Deporte       | Evento                                              |
| ----------------- | ------------------------------------------------------------ | ------------- | --------------------------------------------------- |
| Medalla de oro    | Silvia Cochetti                                              | Natación      | 50 m pecho clase espacial femenino                  |
| Medalla de oro    | Silvia Cochetti                                              | Natación      | 50 m libre boca arriba clase especial femenino      |
| Medalla de oro    | Silvia Cochetti                                              | Natación      | 50 m libre boca abajo clase especial femenino       |
| Medalla de oro    | Juan Sznitowski                                              | Natación      | 50 m libre boca abajo incompleto clase 4 masculino  |
| Medalla de oro    | Susana Olarte                                                | Atletismo     | Lanzamiento de bala B femenino                      |
| Medalla de oro    | Fernando Bustelli                                            | Halterofilia  | Peso liviano masculino                              |
| Medalla de plata  | Estela Falocco                                               | Natación      | 50 m pecho clase espacial femenino                  |
| Medalla de plata  | Estela Falocco                                               | Natación      | 50 m libre boca arriba clase especial femenino      |
| Medalla de plata  | Estela Falocco                                               | Natación      | 50 m libre boca abajo clase especial femenino       |
| Medalla de plata  | Jorge Diz                                                    | Natación      | 50 m libre boca abajo incompleto clase 4 masculino  |
| Medalla de plata  | Helvio Aresca                                                | Natación      | 25 m libre boca abajo incompleto clase 24 masculino |
| Medalla de plata  | Roberto Iglesias                                             | Natación      | 50 m Pecho completa clase 5 masculino               |
| Medalla de plata  | Susana Olarte                                                | Atletismo     | Lanzamiento de clava B femenino                     |
| Medalla de plata  | Susana Olarte                                                | Atletismo     | Lanzamiento de jabalina B femenino                  |
| Medalla de plata  | Silvia Cochetti                                              | Atletismo     | Lanzamiento de disco D femenino                     |
| Medalla de plata  | Jorge Diz                                                    | Atletismo     | Lanzamiento de clava D masculino                    |
| Medalla de plata  | Jorge Diz                                                    | Atletismo     | Lanzamiento de jabalina D masculino                 |
| Medalla de plata  | Honorio Romero                                               | Tenis de mesa | Singles B masculino                                 |
| Medalla de plata  | Helvio Aresca - Honorio Romero                               | Tenis de mesa | Dobles B masculino                                  |
| Medalla de plata  | Jorge Diz, Roberto Iglesias, Rodolfo Novoa y Héctor Brandoni | Atletismo     | Posta 4x40                                          |
| Medalla de plata  | Equipo de básquetbol masculino                               | Básquetbol    | Masculino B incompleto                              |
| Medalla de bronce | Amelia Mier                                                  | Natación      | 50 m pecho clase espacial femenino                  |
| Medalla de bronce | Amelia Mier                                                  | Natación      | 50 m libre boca arriba clase especial femenino      |
| Medalla de bronce | Amelia Mier                                                  | Natación      | 50 m libre boca abajo clase especial femenino       |
| Medalla de bronce | Helvio Aresca                                                | Natación      | 25 m libre boca arriba incompleto clase 2 masculino |
| Medalla de bronce | Juan Sznitowski                                              | Natación      | 50 m Libre boca arriba incompleta clase 4 masculino |
| Medalla de bronce | Dante Tosi                                                   | Natación      | 50 m Libre boca arriba incompleta clase 3 masculino |
| Medalla de bronce | Silvia Cochetti                                              | Atletismo     | Lanzamiento de clava D femenino                     |
| Medalla de bronce | Susana Olarte                                                | Atletismo     | Lanzamiento de disco B femenino                     |
| Medalla de bronce | Noemí Tortul                                                 | Atletismo     | Lanzamiento de clava C femenino                     |
| Medalla de bronce | Noemí Tortul                                                 | Atletismo     | Lanzamiento de jabalina C femenino                  |
| Medalla de bronce | Noemí Tortul                                                 | Atletismo     | Lanzamiento de bala C femenino                      |
| Medalla de bronce | Jorge Diz                                                    | Atletismo     | Pentatlón clase especial masculino                  |
| Medalla de bronce | Juan Sznitowski                                              | Atletismo     | Pentatlón clase 2 masculino                         |
| Medalla de bronce | Alberto Ocampo                                               | Atletismo     | Lanzamiento de disco D masculino                    |
| Medalla de bronce | Jorge Diz                                                    | Atletismo     | Lanzamiento de bala D masculino                     |
| Medalla de bronce | Héctor Brandoni                                              | Halterofilia  | Peso pluma masculino                                |

## Dieciséis medallas en natación
Silvia Cochetti (tres medallas de oro) y Juan Sznitowski (oro y plata) se destacaron en los equipos femenino y masculino de natación. Cochetti fue una de las figuras de los juegos con cinco medallas (tres de oro, una de plata y una de bronce), colocándose en la novena posición entre los deportistas con más medallas en los Juegos. Sznitowski había obtenido dos medallas en los Juegos anteriores (oro y plata), repitiendo en estos juegos dos medallas en natación (oro y bronce), e integrando también el equipo de básquetbol en silla de ruedas que obtuvo una medalla de plata y el equipo de atletismo obteniendo otra medalla de bronce, sumando cuatro en total.

### Mujeres
Las tres integrantes del equipo femenino de natación compitieron en una clase especial, sin competidoras de otros países, en las pruebas de 50 metros pecho, 50 metros libre boca abajo y 50 metros libres boca arriba. Silvia Cochetti con tres medallas de oro, Estela Falocco, con tres de plata y Amelia Mier con tres de bronce, sumaron las nueve medallas que obtuvo el equipo argentino femenino de natación.
| Natación Mujeres 50 m pecho clase espacial | Natación Mujeres 50 m pecho clase espacial | Natación Mujeres 50 m pecho clase espacial | Natación Mujeres 50 m pecho clase espacial | Natación Mujeres 50 m pecho clase espacial |
| | Nadadora                                   | País                                       | Tiempo                                     |                                            |
| --- | ------------------------------------------ | ------------------------------------------ | ------------------------------------------ | ------------------------------------------ |
| 1 | Silvia Cochetti                            | Argentina                                  | 1:08.10                                    |                                            |
| 2 | Estela Falocco                             | Argentina                                  | 1:36.00                                    |                                            |
| 3 | Amelia Mier                                | Argentina                                  | 2:07.90                                    |                                            |
| Fuente: «Women's 50 m Breaststroke Special class». IPC. 1964. (enlace roto disponible en Internet Archive; véase el historial, la primera versión y la última). |                                            |                                            |                                            |                                            |

| Natación Mujeres 50 m libre boca arriba clase especial | Natación Mujeres 50 m libre boca arriba clase especial | Natación Mujeres 50 m libre boca arriba clase especial | Natación Mujeres 50 m libre boca arriba clase especial | Natación Mujeres 50 m libre boca arriba clase especial |
| | Nadadora                                               | País                                                   | Tiempo                                                 |                                                        |
| --- | ------------------------------------------------------ | ------------------------------------------------------ | ------------------------------------------------------ | ------------------------------------------------------ |
| 1 | Silvia Cochetti                                        | Argentina                                              | 1:05.70                                                |                                                        |
| 2 | Estela Falocco                                         | Argentina                                              | 1:17.90                                                |                                                        |
| 3 | Amelia Mier                                            | Argentina                                              | 1:02.20                                                |                                                        |
| Fuente: «Women's 50 m Freestyle Supine Special class». IPC. 1964. (enlace roto disponible en Internet Archive; véase el historial, la primera versión y la última). |                                                        |                                                        |                                                        |                                                        |

| Natación Mujeres 50 m libre boca abajo clase especial | Natación Mujeres 50 m libre boca abajo clase especial | Natación Mujeres 50 m libre boca abajo clase especial | Natación Mujeres 50 m libre boca abajo clase especial | Natación Mujeres 50 m libre boca abajo clase especial |
| | Nadadora                                              | País                                                  | Tiempo                                                |                                                       |
| --- | ----------------------------------------------------- | ----------------------------------------------------- | ----------------------------------------------------- | ----------------------------------------------------- |
| 1 | Silvia Cochetti                                       | Argentina                                             | 0:46.70                                               |                                                       |
| 2 | Estela Falocco                                        | Argentina                                             | 1:04.40                                               |                                                       |
| 3 | Amelia Mier                                           | Argentina                                             | 1:05.40                                               |                                                       |
| Fuente: «Women's 50 m Freestyle Prone Special class». IPC. 1964. (enlace roto disponible en Internet Archive; véase el historial, la primera versión y la última). |                                                       |                                                       |                                                       |                                                       |

### Varones
| Natación: Hombres 50 m libre boca abajo incompleto clase 4 | Natación: Hombres 50 m libre boca abajo incompleto clase 4 | Natación: Hombres 50 m libre boca abajo incompleto clase 4 | Natación: Hombres 50 m libre boca abajo incompleto clase 4 | Natación: Hombres 50 m libre boca abajo incompleto clase 4 |
| | Deportista                                                 | País                                                       | Tiempo                                                     |                                                            |
| --- | ---------------------------------------------------------- | ---------------------------------------------------------- | ---------------------------------------------------------- | ---------------------------------------------------------- |
| 1 | Juan Sznitowski                                            | Argentina                                                  | 0:37.50                                                    |                                                            |
| 2 | Jorge Diz                                                  | Argentina                                                  | 0:39.20                                                    |                                                            |
| 3 | Ed Owen                                                    | Estados Unidos                                             | 0:40.60                                                    |                                                            |
| Fuente: «Men's 50 m Freestyle Prone Incomplete class 4». IPC. 1964. (enlace roto disponible en Internet Archive; véase el historial, la primera versión y la última). |                                                            |                                                            |                                                            |                                                            |

| Natación: Hombres 25 m libre boca abajo incompleto clase 2 | Natación: Hombres 25 m libre boca abajo incompleto clase 2 | Natación: Hombres 25 m libre boca abajo incompleto clase 2 | Natación: Hombres 25 m libre boca abajo incompleto clase 2 | Natación: Hombres 25 m libre boca abajo incompleto clase 2 |
|                                                            | Deportista                                                 | País                                                       | Tiempo                                                     |                                                            |
| ---------------------------------------------------------- | ---------------------------------------------------------- | ---------------------------------------------------------- | ---------------------------------------------------------- | ---------------------------------------------------------- |
| 1                                                          | Sedlacek                                                   | Alemania                                                   | 0:27.50                                                    |                                                            |
| 2                                                          | Helvio Aresca                                              | Argentina                                                  | 0:29.30                                                    |                                                            |
| 3                                                          | Renzo Rogo                                                 | Italia                                                     | 0:33.40                                                    |                                                            |
| Fuente: IPC.                                               |                                                            |                                                            |                                                            |                                                            |

| Natación: Hombres 25 m libre boca arriba incompleto clase 2 | Natación: Hombres 25 m libre boca arriba incompleto clase 2 | Natación: Hombres 25 m libre boca arriba incompleto clase 2 | Natación: Hombres 25 m libre boca arriba incompleto clase 2 | Natación: Hombres 25 m libre boca arriba incompleto clase 2 |
|                                                             | Deportista                                                  | País                                                        | Tiempo                                                      |                                                             |
| ----------------------------------------------------------- | ----------------------------------------------------------- | ----------------------------------------------------------- | ----------------------------------------------------------- | ----------------------------------------------------------- |
| 1                                                           | Renzo Rogo                                                  | Italia                                                      | 0:34.40                                                     |                                                             |
| 2                                                           | Sedlacek                                                    | Alemania                                                    | 0:35.00                                                     |                                                             |
| 3                                                           | Helvio Aresca                                               | Argentina                                                   | 0:35.60                                                     |                                                             |
| Fuente: IPC.                                                |                                                             |                                                             |                                                             |                                                             |

| Natación: Hombres 50 m Pecho completa clase 5 | Natación: Hombres 50 m Pecho completa clase 5 | Natación: Hombres 50 m Pecho completa clase 5 | Natación: Hombres 50 m Pecho completa clase 5 | Natación: Hombres 50 m Pecho completa clase 5 |
| | Deportista                                    | País                                          | Tiempo                                        |                                               |
| --- | --------------------------------------------- | --------------------------------------------- | --------------------------------------------- | --------------------------------------------- |
| 1 | Phil Ramsey                                   | Estados Unidos                                | 0:55.10                                       |                                               |
| 2 | Roberto Iglesias                              | Argentina                                     | 0:59.50                                       |                                               |
| 3 | D. Kruidenier                                 | Países Bajos                                  | 1:06.40                                       |                                               |
| 4 | Carfagna                                      | Italia                                        | 1:10.30                                       |                                               |
| Fuente: «Men's 50 m Breaststroke Complete class 5». IPC. 1964. (enlace roto disponible en Internet Archive; véase el historial, la primera versión y la última). |                                               |                                               |                                               |                                               |

| Natación: Hombres 50 m Libre boca arriba incompleta clase 4 | Natación: Hombres 50 m Libre boca arriba incompleta clase 4 | Natación: Hombres 50 m Libre boca arriba incompleta clase 4 | Natación: Hombres 50 m Libre boca arriba incompleta clase 4 | Natación: Hombres 50 m Libre boca arriba incompleta clase 4 |
| | Deportista                                                  | País                                                        | Tiempo                                                      |                                                             |
| --- | ----------------------------------------------------------- | ----------------------------------------------------------- | ----------------------------------------------------------- | ----------------------------------------------------------- |
| 1 | Ed Owen                                                     | Estados Unidos                                              | 0:40.30                                                     |                                                             |
| 2 | Tim Harris                                                  | Estados Unidos                                              | 0:43.30                                                     |                                                             |
| 3 | Juan Sznitowski                                             | Argentina                                                   | 0:46.60                                                     |                                                             |
| Fuente: «Men's 50 m Freestyle Supine Incomplete class 4». IPC. 1964. (enlace roto disponible en Internet Archive; véase el historial, la primera versión y la última). |                                                             |                                                             |                                                             |                                                             |

| Natación: Hombres 50 m Libre boca arriba incompleta clase 3 | Natación: Hombres 50 m Libre boca arriba incompleta clase 3 | Natación: Hombres 50 m Libre boca arriba incompleta clase 3 | Natación: Hombres 50 m Libre boca arriba incompleta clase 3 | Natación: Hombres 50 m Libre boca arriba incompleta clase 3 |
|                                                             | Deportista                                                  | País                                                        | Tiempo                                                      |                                                             |
| ----------------------------------------------------------- | ----------------------------------------------------------- | ----------------------------------------------------------- | ----------------------------------------------------------- | ----------------------------------------------------------- |
| 1                                                           | M. Dow                                                      | Australia                                                   | 0:49.70                                                     |                                                             |
| 2                                                           | H. Burkett                                                  | Estados Unidos                                              | 0:52.50                                                     |                                                             |
| 3                                                           | Dante Tosi                                                  | Argentina                                                   | 0:56.50                                                     |                                                             |
| Fuente: IPC.                                                |                                                             |                                                             |                                                             |                                                             |

## Quince medallas en atletismo
El equipo femenino de atletismo aportó nueve medallas (una de oro, tres de plata y cinco de bronce), en tanto que el equipo masculino aportó seis medallas (dos de plata y cuatro de bronce). Entre los y las atletas se destacan Silvia Cochetti que obtuvo dos medallas más que sumó a las tres ganadas en natación y Jorge Diz que obtuvo cuatro medallas (dos de plata y dos de bronce) y un cuarto lugar. 

### Mujeres
| Atletismo: Mujeres lanzamiento de bala B | Atletismo: Mujeres lanzamiento de bala B | Atletismo: Mujeres lanzamiento de bala B | Atletismo: Mujeres lanzamiento de bala B | Atletismo: Mujeres lanzamiento de bala B |
| | Deportista                               | País                                     | Distancia                                |                                          |
| --- | ---------------------------------------- | ---------------------------------------- | ---------------------------------------- | ---------------------------------------- |
| 1 | Susana Olarte                            | Argentina                                | 4.36                                     |                                          |
| 2 | Lynnette Gilchrist                       | Rodesia                                  | 4.31                                     |                                          |
| 3 | M. Forty                                 | Sudáfrica                                | 4.06                                     |                                          |
| Fuente: «Women's Shot Put B. Tokyo 1964». IPC. 1964. (enlace roto disponible en Internet Archive; véase el historial, la primera versión y la última). |                                          |                                          |                                          |                                          |

| Atletismo: Mujeres lanzamiento de clava B | Atletismo: Mujeres lanzamiento de clava B | Atletismo: Mujeres lanzamiento de clava B | Atletismo: Mujeres lanzamiento de clava B | Atletismo: Mujeres lanzamiento de clava B |
| | Deportista                                | País                                      | Distancia                                 |                                           |
| --- | ----------------------------------------- | ----------------------------------------- | ----------------------------------------- | ----------------------------------------- |
| 1 | Lynnette Gildchrist                       | Rodesia                                   | 22.85                                     |                                           |
| 2 | Susana Olarte                             | Argentina                                 | 17.37                                     |                                           |
| 3 | R. Harvey                                 | Gran Bretaña                              | 16.44                                     |                                           |
| Fuente: «Women's Shot Put B. Tokyo 1964». IPC. 1964. (enlace roto disponible en Internet Archive; véase el historial, la primera versión y la última). |                                           |                                           |                                           |                                           |

| Atletismo: Mujeres jabalina B | Atletismo: Mujeres jabalina B | Atletismo: Mujeres jabalina B | Atletismo: Mujeres jabalina B | Atletismo: Mujeres jabalina B |
| | Deportista                    | País                          | Distancia                     |                               |
| --- | ----------------------------- | ----------------------------- | ----------------------------- | ----------------------------- |
| 1 | Lynnette Gildchrist           | Rodesia                       | 12.50                         |                               |
| 2 | Susana Olarte                 | Argentina                     | 11.70                         |                               |
| 3 | M. Forty                      | Sudáfrica                     | 9.94                          |                               |
| Fuente: «Women's Javalin B. Tokyo 1964». IPC. 1964. (enlace roto disponible en Internet Archive; véase el historial, la primera versión y la última). |                               |                               |                               |                               |

| Atletismo: Mujeres lanzamiento de disco D | Atletismo: Mujeres lanzamiento de disco D | Atletismo: Mujeres lanzamiento de disco D | Atletismo: Mujeres lanzamiento de disco D | Atletismo: Mujeres lanzamiento de disco D |
| | Deportista                                | País                                      | Distancia                                 |                                           |
| --- | ----------------------------------------- | ----------------------------------------- | ----------------------------------------- | ----------------------------------------- |
| 1 | Irene Monaco                              | Italia                                    | 14.50                                     |                                           |
| 2 | Silvia Cochetti                           | Argentina                                 | 14.32                                     |                                           |
| 3 | Zipora Rubin-Rosenbaum                    | Israel                                    | 13.57                                     |                                           |
| Fuente: «Women's Discus Throw D. Tokyo 1964». IPC. 1964. (enlace roto disponible en Internet Archive; véase el historial, la primera versión y la última). |                                           |                                           |                                           |                                           |

| Atletismo: Mujeres lanzamiento de clava D | Atletismo: Mujeres lanzamiento de clava D | Atletismo: Mujeres lanzamiento de clava D | Atletismo: Mujeres lanzamiento de clava D | Atletismo: Mujeres lanzamiento de clava D |
| | Deportista                                | País                                      | Distancia                                 |                                           |
| --- | ----------------------------------------- | ----------------------------------------- | ----------------------------------------- | ----------------------------------------- |
| 1 | C. Welgar                                 | Estados Unidos                            | 24.46                                     |                                           |
| 2 | Patterson                                 | Estados Unidos                            | 24.25                                     |                                           |
| 3 | Silvia Cochetti                           | Argentina                                 | 22.38                                     |                                           |
| 4 | Mishani                                   | Israel                                    | 22.19                                     |                                           |
| 5 | Amelia Mier                               | Argentina                                 | 21.78                                     |                                           |
| Fuente: «Women's Club Throw D. Tokyo 1964». IPC. 1964. (enlace roto disponible en Internet Archive; véase el historial, la primera versión y la última). |                                           |                                           |                                           |                                           |

| Atletismo: Mujeres lanzamiento de disco B | Atletismo: Mujeres lanzamiento de disco B | Atletismo: Mujeres lanzamiento de disco B | Atletismo: Mujeres lanzamiento de disco B | Atletismo: Mujeres lanzamiento de disco B |
| | Deportista                                | País                                      | Distancia                                 |                                           |
| --- | ----------------------------------------- | ----------------------------------------- | ----------------------------------------- | ----------------------------------------- |
| 1 | M. Forty                                  | Sudáfrica                                 | 14.28                                     |                                           |
| 2 | Lynnette Gildchrist                       | Rodesia                                   | 14.23                                     |                                           |
| 3 | Susana Olarte                             | Argentina                                 | 11.57                                     |                                           |
| Fuente: «Women's Discus Throw B. Tokyo 1964». IPC. 1964. (enlace roto disponible en Internet Archive; véase el historial, la primera versión y la última). |                                           |                                           |                                           |                                           |

| Atletismo: Mujeres lanzamiento de clava C | Atletismo: Mujeres lanzamiento de clava C | Atletismo: Mujeres lanzamiento de clava C | Atletismo: Mujeres lanzamiento de clava C | Atletismo: Mujeres lanzamiento de clava C |
| | Deportista                                | País                                      | Distancia                                 |                                           |
| --- | ----------------------------------------- | ----------------------------------------- | ----------------------------------------- | ----------------------------------------- |
| 1 | Rosalie Hixon                             | Estados Unidos                            | 21.04                                     |                                           |
| 2 | J. Waterman                               | Estados Unidos                            | 17.38                                     |                                           |
| 3 | Noemí Tortul                              | Argentina                                 | 16.32                                     |                                           |
| Fuente: «Women's Club Throw C. Tokyo 1964». IPC. 1964. (enlace roto disponible en Internet Archive; véase el historial, la primera versión y la última). |                                           |                                           |                                           |                                           |

| Atletismo: Mujeres Jabalina C | Atletismo: Mujeres Jabalina C | Atletismo: Mujeres Jabalina C | Atletismo: Mujeres Jabalina C | Atletismo: Mujeres Jabalina C |
| | Deportista                    | País                          | Distancia                     |                               |
| --- | ----------------------------- | ----------------------------- | ----------------------------- | ----------------------------- |
| 1 | Rosalie Hixon                 | Estados Unidos                | 12.60                         |                               |
| 2 | M. O'Brien                    | Australia                     | 10.27                         |                               |
| 3 | Noemí Tortul                  | Argentina                     | 9.33                          |                               |
| Fuente: «Women's Javelin C. Tokyo 1964». IPC. 1964. (enlace roto disponible en Internet Archive; véase el historial, la primera versión y la última). |                               |                               |                               |                               |

| Atletismo: Mujeres Lanzamianto de bala C | Atletismo: Mujeres Lanzamianto de bala C | Atletismo: Mujeres Lanzamianto de bala C | Atletismo: Mujeres Lanzamianto de bala C | Atletismo: Mujeres Lanzamianto de bala C |
| | Deportista                               | País                                     | Distancia                                |                                          |
| --- | ---------------------------------------- | ---------------------------------------- | ---------------------------------------- | ---------------------------------------- |
| 1 | Rosalie Hixon                            | Estados Unidos                           | 4.39                                     |                                          |
| 2 | J. Waterman                              | Estados Unidos                           | 3.59                                     |                                          |
| 3 | Noemí Tortul                             | Argentina                                | 3.58                                     |                                          |
| Fuente: «Women's Shot Put C. Tokyo 1964». IPC. 1964. (enlace roto disponible en Internet Archive; véase el historial, la primera versión y la última). |                                          |                                          |                                          |                                          |

### Varones
| Atletismo: Varones lanzamiento de clava D | Atletismo: Varones lanzamiento de clava D | Atletismo: Varones lanzamiento de clava D | Atletismo: Varones lanzamiento de clava D | Atletismo: Varones lanzamiento de clava D |
| | Deportista                                | País                                      | Distancia                                 |                                           |
| --- | ----------------------------------------- | ----------------------------------------- | ----------------------------------------- | ----------------------------------------- |
| 1 | Ron Stein                                 | Estados Unidos                            | 41.63                                     |                                           |
| 2 | Jorge Diz                                 | Argentina                                 | 41.23                                     |                                           |
| 3 | Tim Harris                                | Estados Unidos                            | 36.74                                     |                                           |
| 4 | Alberto Ocampo                            | Argentina                                 | 33.45                                     |                                           |
| Fuente: «Men's Club Throw D. Tokyo 1964». IPC. 1964. (enlace roto disponible en Internet Archive; véase el historial, la primera versión y la última). |                                           |                                           |                                           |                                           |

| Atletismo: Varones Jabalina D | Atletismo: Varones Jabalina D | Atletismo: Varones Jabalina D | Atletismo: Varones Jabalina D | Atletismo: Varones Jabalina D |
| | Deportista                    | País                          | Distancia                     |                               |
| --- | ----------------------------- | ----------------------------- | ----------------------------- | ----------------------------- |
| 1 | Ron Stein                     | Estados Unidos                | 26.70                         |                               |
| 2 | Jorge Diz                     | Argentina                     | 26.49                         |                               |
| 3 | Tim Harris                    | Estados Unidos                | 26.36                         |                               |
| Fuente: «Men's Javalin D. Tokyo 1964». IPC. 1964. (enlace roto disponible en Internet Archive; véase el historial, la primera versión y la última). |                               |                               |                               |                               |

| Atletismo: Posta 4x40 en silla de ruedas | Atletismo: Posta 4x40 en silla de ruedas                 | Atletismo: Posta 4x40 en silla de ruedas | Atletismo: Posta 4x40 en silla de ruedas | Atletismo: Posta 4x40 en silla de ruedas |
|                                          | Deportista                                               | País                                     |                                          |                                          |
| ---------------------------------------- | -------------------------------------------------------- | ---------------------------------------- | ---------------------------------------- | ---------------------------------------- |
| 1                                        |                                                          | Estados Unidos                           |                                          |                                          |
| 2                                        | Jorge Diz Roberto Iglesias Rodolfo Novoa Héctor Brandoni | Argentina                                |                                          |                                          |
| Fuente: IPC.                             |                                                          |                                          |                                          |                                          |

| Atletismo: Varones Pentatlón clase especial | Atletismo: Varones Pentatlón clase especial | Atletismo: Varones Pentatlón clase especial | Atletismo: Varones Pentatlón clase especial | Atletismo: Varones Pentatlón clase especial |
| | Deportista                                  | País                                        |                                             |                                             |
| --- | ------------------------------------------- | ------------------------------------------- | ------------------------------------------- | ------------------------------------------- |
| 1 | Ron Stein                                   | Estados Unidos                              |                                             |                                             |
| 2 | Tim Harris                                  | Estados Unidos                              |                                             |                                             |
| 3 | Jorge Diz                                   | Argentina                                   |                                             |                                             |
| Fuente: «Men's Pentathlon Special class. Tokyo 1964». IPC. 1964. (enlace roto disponible en Internet Archive; véase el historial, la primera versión y la última). |                                             |                                             |                                             |                                             |

| Atletismo: Varones Pentatlón clase 2 | Atletismo: Varones Pentatlón clase 2 | Atletismo: Varones Pentatlón clase 2 | Atletismo: Varones Pentatlón clase 2 | Atletismo: Varones Pentatlón clase 2 |
| | Deportista                           | País                                 |                                      |                                      |
| --- | ------------------------------------ | ------------------------------------ | ------------------------------------ | ------------------------------------ |
| 1 | W. Fairbanks                         | Estados Unidos                       |                                      |                                      |
| 2 | Leslie Manson-Bishop                 | Rodesia                              |                                      |                                      |
| 3 | Juan Sznitowski                      | Argentina                            |                                      |                                      |
| Fuente: «Men's Pentathlon 2. Tokyo 1964». IPC. 1964. (enlace roto disponible en Internet Archive; véase el historial, la primera versión y la última). |                                      |                                      |                                      |                                      |

| Atletismo: Varones Lanzamiento de disco D | Atletismo: Varones Lanzamiento de disco D | Atletismo: Varones Lanzamiento de disco D | Atletismo: Varones Lanzamiento de disco D | Atletismo: Varones Lanzamiento de disco D |
| | Deportista                                | País                                      | Distancia                                 |                                           |
| --- | ----------------------------------------- | ----------------------------------------- | ----------------------------------------- | ----------------------------------------- |
| 1 | Ron Stein                                 | Estados Unidos                            | 36.98                                     |                                           |
| 2 | Tim Harris                                | Estados Unidos                            | 30.70                                     |                                           |
| 3 | Alberto Ocampo                            | Argentina                                 | 25.25                                     |                                           |
| 4 | Jorge Diz                                 | Argentina                                 | 21.48                                     |                                           |
| Fuente: «Men's Discus Throw D. Tokyo 1964». IPC. 1964. (enlace roto disponible en Internet Archive; véase el historial, la primera versión y la última). |                                           |                                           |                                           |                                           |

| Atletismo: Varones lanzamiento de bala D | Atletismo: Varones lanzamiento de bala D | Atletismo: Varones lanzamiento de bala D | Atletismo: Varones lanzamiento de bala D | Atletismo: Varones lanzamiento de bala D |
| | Deportista                               | País                                     | Distancia                                |                                          |
| --- | ---------------------------------------- | ---------------------------------------- | ---------------------------------------- | ---------------------------------------- |
| 1 | Ron Stein                                | Estados Unidos                           | 9.96                                     |                                          |
| 2 | Tim Harris                               | Estados Unidos                           | 8.70                                     |                                          |
| 3 | Jorge Diz                                | Argentina                                | 8.06                                     |                                          |
| 4 | Russ Scot                                | Gran Bretaña                             | 7.21                                     |                                          |
| 5 | Huselocas                                | Argentina                                | 7.07                                     |                                          |
| Fuente: «Men's Shot Put D. Tokyo 1964». IPC. 1964. (enlace roto disponible en Internet Archive; véase el historial, la primera versión y la última). |                                          |                                          |                                          |                                          |

## Dos medallas en halterofilia
La halterofilia aportó dos medallas, una de ellas de oro -ganada por Fernando Bustelli- y la otra de plata.
| Halterofilia: Peso liviano | Halterofilia: Peso liviano | Halterofilia: Peso liviano | Halterofilia: Peso liviano | Halterofilia: Peso liviano |
| | Deportista                 | País                       | Kilos                      |                            |
| --- | -------------------------- | -------------------------- | -------------------------- | -------------------------- |
| 1 | Fernando Bustelli          | Argentina                  | s/d                        |                            |
| 2 | Gary Hooper                | Australia                  | s/d                        |                            |
| 3 | Don Kennedy                | Estados Unidos             | s/d                        |                            |
| Fuente: Men's Lightweight. «Weightlifting at the Tokyo 1964 Paralympic Games». IPC. 1964. (enlace roto disponible en Internet Archive; véase el historial, la primera versión y la última). |                            |                            |                            |                            |

| Halterofilia: Peso pluma | Halterofilia: Peso pluma | Halterofilia: Peso pluma | Halterofilia: Peso pluma | Halterofilia: Peso pluma |
| | Deportista               | País                     | Kilos                    |                          |
| --- | ------------------------ | ------------------------ | ------------------------ | ------------------------ |
| 1 | J. Redgwick              | Gran Bretaña             | 95.0                     |                          |
| 2 | M. Dow                   | Australia                | 95.0                     |                          |
| 3 | Héctor Brandoni          | Argentina                | 85.0                     |                          |
| Fuente: Men's Featherweight. «Weightlifting at the Tokyo 1964 Paralympic Games». IPC. 1964. (enlace roto disponible en Internet Archive; véase el historial, la primera versión y la última). |                          |                          |                          |                          |

## Dos medallas de plata en tenis de mesa
El tenis de mesa aportó dos medallas de plata, en single y dobles B.
| Tenis de mesa: Singles B | Tenis de mesa: Singles B | Tenis de mesa: Singles B | Tenis de mesa: Singles B | Tenis de mesa: Singles B |
|                          | Deportista               | País                     |                          |                          |
| ------------------------ | ------------------------ | ------------------------ | ------------------------ | ------------------------ |
| 1                        | P. Lyall                 | Gran Bretaña             |                          |                          |
| 2                        | Honorio Romero           | Argentina                |                          |                          |
| 3                        | Engelbert Rangeer        | Austria                  |                          |                          |
| 4                        | E. Fliessar              | Austria                  |                          |                          |
| Fuente: IPC.             |                          |                          |                          |                          |

| Tenis de mesa: Dobles masculino B | Tenis de mesa: Dobles masculino B    | Tenis de mesa: Dobles masculino B | Tenis de mesa: Dobles masculino B | Tenis de mesa: Dobles masculino B |
|                                   | Deportista                           | País                              |                                   |                                   |
| --------------------------------- | ------------------------------------ | --------------------------------- | --------------------------------- | --------------------------------- |
| 1                                 | Giovanni Ferraris - Federico Zarilli | Italia                            |                                   |                                   |
| 2                                 | Helvio Aresca - Honorio Romero       | Argentina                         |                                   |                                   |
| 3                                 | P Lyall - M. Steward                 | Gran Bretaña                      |                                   |                                   |
| Fuente: IPC.                      |                                      |                                   |                                   |                                   |

## Medalla de plata en básquetbol
Argentina obtuvo medalla de plata en el torneo B de básquetbol incompleto. La selección argentina estuvo integrada por: Eduardo Albelo, Héctor Brandoni, Fernando Bustelli, Jorge Diz, Wilmer González, Juan Grusovin, Roberto Iglesias, Federico Marín, Rodolfo Novoa, Juan Sznitowski y Dante Tosi.
Argentina perdió en la primera fecha con Estados Unidos 16-53, ganando los demás encuentros contra Gran Bretaña (17-8), Italia (23-22) y e Israel (45-39).
| Básquetbol B incompleto masculino | Básquetbol B incompleto masculino | Básquetbol B incompleto masculino | Básquetbol B incompleto masculino | Básquetbol B incompleto masculino |
|                                   | País                              |                                   |                                   |                                   |
| --------------------------------- | --------------------------------- | --------------------------------- | --------------------------------- | --------------------------------- |
| 1                                 | Estados Unidos                    |                                   |                                   |                                   |
| 2                                 | Argentina                         |                                   |                                   |                                   |
| 3                                 | Israel                            |                                   |                                   |                                   |
| Fuente: IPC.                      |                                   |                                   |                                   |                                   |

## Deportistas
La delegación deportiva argentina estuvo integrada por: 
- Varones (16): Eduardo Albelo, Helvio Aresca, Fernando Bustelli, Héctor Brandoni, Alberto Ocampo, Jorge Diz, Wilmer González, Juan Grusovin, Huselocas, Roberto Iglesias, Federico Marín, Rodolfo Novoa, Honorio Romero, O. Sarina, Juan Sznitowski y Dante Tosi.[1][2]

- Mujeres (5): Silvia Cochetti, Estela Falocco, Amelia Mier, Susana Olarte y Noemí Tortul.[1][2]